# Eugrafi
Eugrafi, en llatí Eugraphius, fou un escriptor en llengua llatina que va viure al final del segle x. Va escriure algunes notes sobre Terenci. A la Biblioteca Reial de París hi ha un llibre Commentum in Terentium, que duu el seu nom. Cal·liopi es creu que fou un escriptor grec del segle ix que apareix esmentat a una obra de l'escriptor de drames Eugrafi.